# Diacamma intricatum
Diacamma intricatum é uma espécie de formiga do gênero Diacamma, pertencente à subfamília Ponerinae.